# Valeriana bornmuelleri
Valeriana bornmuelleri är en kaprifolväxtart som beskrevs av Pilger. Valeriana bornmuelleri ingår i släktet vänderötter, och familjen kaprifolväxter. Inga underarter finns listade i Catalogue of Life.